# Cantua longifolia
Cantua longifolia är en blågullsväxtart som beskrevs av A. Brand. Cantua longifolia ingår i släktet Cantua och familjen blågullsväxter. Inga underarter finns listade i Catalogue of Life.